# THE IDOLM@STER MUSIC ON THE RADIO
《THE IDOLM@STER MUSIC ON THE RADIO(아이돌마스터 뮤직 온 더 레이디오, アイドルマスターミュージックオンザレディオ 아이도루마스타뮤직쿠온자레디오[*])》는 니코니코 채널과 연계하는 형태로 니코니코 생방송에서 방송되는 라디오 프로그램이다. 2018년 10월 종료된 《THE IDOLM@STER STATION》의 방송 범위를 이어받아, 2018년 10월 17일부터 매주 수요일 22:30 – 23:00에 방송된다. 프로그램 공식 트위터 계정에서는 약칭으로 'imas_MOR(アイマスMOR 아이마스MOR[*])'이라는 해시태그가 사용된다.

## 개요
게임 아이돌마스터 시리즈에서 파생된 기획이다. 전신이 되는 《THE IDOLM@STER STATION》에서 계속해서 누마쿠라 마나미(가나하 히비키 역)가 진행한다. 또한 아이돌마스터 시리즈에 등장하는 아이돌들을 연기하는 성우가 1개월마다 교대하면서 '먼슬리 어시스턴트(マンスリーアシスタント)'로서 진행을 보조한다.
다루는 작품의 범위는 전신이 되는 《THE IDOLM@STER STATION》보다 대폭 확대되어, 아이돌마스터 시리즈의 모든 작품을 대상으로 한다. 프로그램의 제목대로, 아이돌마스터 '음악'의 매력을 중심으로 전달하는 내용으로 되어 있어, 이전까지 아이돌마스터 시리즈에서 파생된 라디오 프로그램들과 비교해 아이돌마스터 관련 곡들의 소개와 화제에 큰 중점을 둔다. 게스트로는 아이돌마스터 시리즈에 출연하는 성우와, 시리즈의 악곡을 담당하는 음악 스태프들도 초빙해, 악곡에 대한 애정과 해설, 뒷이야기 등을 내용으로 토크를 진행한다.

## 특징
- 기존 아이돌마스터 관련 라디오 프로그램들과 마찬가지로, 청취자와 라디오 네임을 각각 '프로듀서(プロデューサー)'와 '프로듀서 네임(プロデューサーネーム)'으로 부른다.
- 오프닝에는 가나하 히비키(누마쿠라 마나미)와 먼슬리 어시스턴트, 그리고 게스트 성우가 연기하는 아이돌들의 단막극이 있은 후, 오프닝 곡에 맞추어 타이틀 콜이 이루어진다. 79회부터 88회까지는 단막극이 생략되었다.
- 엔딩에서의 인사는, "《THE IDOLM@STER MUSIC ON THE RADIO》, 오늘의 진행은, 가나하 히비키 역, 누마쿠라 마나미와," "○○역, △△(먼슬리 어시스턴트)였습니다." (둘이 함께)"바이바~이."라는 형식이다. 게스트가 출연하는 회에서는 게스트도 인사에 참여한다.
- 15회까지는 오프닝과 엔딩에서의 스폰서 소개가 없었지만, 16회부터 누마쿠라 마나미가 "이 방송은, 일본 컬럼비아와, 전국의 프로듀서님의 제공으로 보내드립니다(보내드렸습니다)."라고 소개하기 시작했다. 광고는 삽입되지 않는다. 프로그램으로의 메일 주소는 전신이 되는 《THE IDOLM@STER STATION》과 마찬가지로 일본 컬럼비아의 도메인을 사용한다.
- 악곡이 재생될 때는 화면상에 곡명과 아이돌, 유닛 이름이 표시된다. 2회부터 작사자, 작곡자, 편곡자와 악곡이 수록된 음원도 표시하기 시작했다.
- 아이돌마스터 시리즈의 라이브 블루레이 디스크가 발매될 때 같은 경우에는 라이브 영상이 재생되기도 한다.
- 니코니코 공식 채널 'THE IDOLM@STER MUSIC ON THE RADIO'의 회원 전용으로, 니코니코 채널의 기능 중 하나인 '브로마가(ブロマガ)'를 이용해, 녹음 중의 사진이나 프로그램의 공지, 진행자와 게스트 인터뷰 등이 공개된다.
- 아카이브 방송은 니코니코 공식 채널 'THE IDOLM@STER MUSIC ON THE RADIO'에서 2018년 10월 25일부터 채널 회원 한정으로 시청 가능한 동영상 형태로 공개된다. 매주 목요일 15:00에 8일 전 진행된 본방송의 아카이브가 공개된다. 본방송 29일 후 금요일의 23:59까지 공개되며, 최신회로부터 5회 분량의 과거 아카이브를 시청할 수 있다.

## 공개 녹음
2019년 12월 7일에 도쿄도 지요다구 과학기술관 사이언스 홀에서 공개 녹음이 진행되었다. 공개 녹음에서의 토크는 2020년 1월 1일 방송분인 64회에서 67분 길이의 영상으로 공개되었다.